# Calyptranthes ampliflora
Calyptranthes ampliflora är en myrtenväxtart som beskrevs av Maria Lucia Kawasaki. Calyptranthes ampliflora ingår i släktet Calyptranthes och familjen myrtenväxter. Inga underarter finns listade i Catalogue of Life.